# Воніджаса
Воніджаса (рум. Vonigeasa) — село у повіті Арджеш в Румунії. Входить до складу комуни Кука.
Село розташоване на відстані 137 км на північний захід від Бухареста, 28 км на північний захід від Пітешть, 93 км на північний схід від Крайови, 112 км на південний захід від Брашова.

## Населення
За даними перепису населення 2002 року у селі проживали 52 особи, усі — румуни. Усі жителі села рідною мовою назвали румунську.